# Богунський (Шарий) Антоній Савович
Богунський (Шарий) Антон Савович (нар.16 січня 1899, с.Погоріле, Полтавська губернія — липень 1919) — радянський військовий діяч. Командир 1-го українського радянського (Богунського) полку (1918—1919) Червоної армії, учасник встановлення радянської влади в Україні.

## Життєпис
Народився в с. Погоріле Вереміївської волості Золотоніського повіту Полтавської губернії в селянській родині. Закінчив Гурбинецьку педагогічну школу, Київське річкове училище. 1915 мобілізований до російської армії. Член РСДРП(б) з травня 1917. Учасник війни Радянської України за підтримки РСФРР проти УНР 1917—1918. Керуючий справами ВУЦВК. Як представник Черкаського комітету Київської губернії брав участь у Таганрозькій конференції 1918.
Від травня 1918 за завданням «Повстанської Дев'ятки» перебував на підпільній роботі в Золотоніському повіті (нині територія Черкаської області). Влітку 1918 — один із ватажків повстання українського селянства проти австро-німецьких окупантів (див. Австро-німецьких військ контроль над територією України 1918), вивів до «нейтральної зони» близько 600 повстанців, полк яких склав основу 1-ї Української радянської дивізії. Від листопада 1918 — на підпільній роботі в Полтавській губернії.
Від січня 1919 очолив золотоніські повстанські загони, які вели боротьбу проти військ Директорії. Від березня 1919 — комбриг Окремої Придніпровської бригади Українського фронту. За висновками Вищої військової інспекції України, очолювані Богунським війська відзначалися бойовим духом, проте мали виразне українське національне забарвлення. Богунський не підтримав антиселянську, антинаціональну політику уряду Християна Раковського. У квітні 1919 він підписав відозву створеного в Сквирі Всеукраїнського революційного комітету. Окремі частини його Придніпровської бригади взяли участь у повстанні отамана Никифора Григор'єва. Богунський був арештований і розстріляний ЧК «за дезертирство з фронту».
У ході декомунізації 2015—2016 років ім'я Богунського потрапило до «ліквідаційного списку». Вулиці Богунського існували у Боярці, Харкові, Чернігові, провулок у Харкові